# Gilowice-Ślemień (gmina)
Gilowice-Ślemień – dawna gmina wiejska istniejąca w latach 1976–1991 w woj. bielskim (dzisiejsze woj. śląskie). Siedzibą władz gminy były Gilowice.
Gmina została utworzona w dniu 2 lipca 1976 roku w woj. bielskim przez połączenie gmin Gilowice i Ślemień oraz dołączenie do niej obszar zniesionej gminy Łękawica (bez sołectwa Moszczanica, które włączono do Żywca), a więc w praktyce utworzona z trzech zniesionych gmin:
- ze zniesionej gminy Gilowice: obszary sołectw Gilowice i Rychwałd,
- ze zniesionej gminy Łękawica: obszary sołectw Kocierz Moszczanicki, Kocierz Rychwałdzki, Łękawica, Łysina, Oczków i Okrajnik,
- ze zniesionej gminy Ślemień: obszary sołectw Kocoń, Las i Ślemień.

2 kwietnia 1991 gmina Gilowice-Ślemień została zlikwidowana, a z jej obszaru odtworzono dawne gminy Gilowice, Ślemień i Łękawica sprzed komasacji. Jedynie wieś Oczków ze znoszonej gminy Gilowice-Ślemień (a należąca poprzednio do gminy Łękawica) przyłączono do Żywca.
| Gromada / Sołectwo      | 1934-08-01 1940-11-29 | 1940-11-30 1941-06-30 | 1941-07-01 1944-08-21 | 1944-08-22 1954-09-28 | 1973-01-01 1976-07-01 | 1976-07-02 1991-04-01 | 1991-04-02 |
| ----------------------- | --------------------- | --------------------- | --------------------- | --------------------- | --------------------- | --------------------- | ---------- |
| Gilowice                | Gilowice              | Ślemień               | Gilowice              | Gilowice              | Gilowice              | Gilowice-Ślemień      | Gilowice   |
| Kocierz Moszczanicki    | Gilowice              | Zadziele              | Zadziele              | Gilowice              | Łękawica              | Gilowice-Ślemień      | Łękawica   |
| Łękawica                | Gilowice              | Zadziele              | Gilowice              | Gilowice              | Łękawica              | Gilowice-Ślemień      | Łękawica   |
| Łysina                  | Gilowice              | Zadziele              | Gilowice              | Gilowice              | Łękawica              | Gilowice-Ślemień      | Łękawica   |
| Okrajnik                | Gilowice              | Zadziele              | Gilowice              | Gilowice              | Łękawica              | Gilowice-Ślemień      | Łękawica   |
| Rychwałd                | Gilowice              | Zadziele              | Gilowice              | Gilowice              | Gilowice              | Gilowice-Ślemień      | Gilowice   |
| Rychwałdek              | Gilowice              | Sporysz               | Sporysz               | Gilowice              | Świnna                | Świnna                | Świnna     |
| Hucisko                 | Ślemień               | Jeleśnia              | Jeleśnia              | Ślemień               | Stryszawa             | Stryszawa             | Stryszawa  |
| Kocierz Rychwałdzki     | Ślemień               | Zadziele              | Zadziele              | Ślemień               | Łękawica              | Gilowice-Ślemień      | Łękawica   |
| Kocoń                   | Ślemień               | Ślemień               | Gilowice              | Ślemień               | Ślemień               | Gilowice-Ślemień      | Ślemień    |
| Kurów                   | Ślemień               | Ślemień               | Stryszawa             | Ślemień               | Stryszawa             | Stryszawa             | Stryszawa  |
| Las                     | Ślemień               | Ślemień               | Stryszawa             | Ślemień               | Ślemień               | Gilowice-Ślemień      | Ślemień    |
| Pewel Ślemieńska        | Ślemień               | Ślemień               | Gilowice              | Ślemień               | Świnna                | Świnna                | Świnna     |
| Pewelka                 | Ślemień               | Ślemień               | Stryszawa             | Ślemień               | Stryszawa             | Stryszawa             | Stryszawa  |
| Ślemień                 | Ślemień               | Ślemień               | Gilowice              | Ślemień               | Ślemień               | Gilowice-Ślemień      | Ślemień    |
| Czernichów              | Sporysz               | Zadziele              | Zadziele              | Sporysz               | Czernichów            | Czernichów            | Czernichów |
| Isep                    | Sporysz               | Żywiec (m)            | Żywiec (m)            | Sporysz (do 1949)     | Żywiec (m)            | Żywiec (m)            | Żywiec (m) |
| Międzybrodzie Żywieckie | Sporysz               | Zadziele              | Zadziele              | Sporysz               | Czernichów            | Czernichów            | Czernichów |
| Moszczanica             | Sporysz               | Zadziele              | Zadziele              | Sporysz               | Łękawica              | Żywiec (m)            | Żywiec (m) |
| Oczków                  | Sporysz               | Zadziele              | Zadziele              | Sporysz               | Łękawica              | Gilowice-Ślemień      | Żywiec (m) |
| Pewel Mała              | Sporysz               | Sporysz               | Sporysz               | Sporysz               | Świnna                | Świnna                | Świnna     |
| Przyłęków               | Sporysz               | Sporysz               | Sporysz               | Sporysz               | Świnna                | Świnna                | Świnna     |
| Sporysz                 | Sporysz               | Sporysz               | Sporysz               | Sporysz (do 1949)     | Żywiec (m)            | Żywiec (m)            | Żywiec (m) |
| Świnna                  | Sporysz               | Sporysz               | Sporysz               | Sporysz               | Świnna                | Świnna                | Świnna     |
| Tresna                  | Sporysz               | Zadziele              | Zadziele              | Sporysz               | Czernichów            | Czernichów            | Czernichów |
| Trzebinia               | Sporysz               | Sporysz               | Sporysz               | Sporysz               | Świnna                | Świnna                | Świnna     |
| Zadziele (do 1966)      | Sporysz               | Zadziele              | Zadziele              | Sporysz               | zalane                | zalane                | zalane     |
| Bujaków                 | Porąbka               | Kozy                  | Kozy                  | Porąbka               | Porąbka               | Porąbka               | Porąbka    |
| Czaniec                 | Porąbka               | Kęty                  | Kęty                  | Porąbka               | Porąbka               | Porąbka               | Porąbka    |
| Kobiernice              | Porąbka               | Kozy                  | Kozy                  | Porąbka               | Porąbka               | Porąbka               | Porąbka    |
| Międzybrodzie Bialskie  | Porąbka               | Kozy                  | Kozy                  | Porąbka               | Czernichów            | Czernichów            | Czernichów |
| Porąbka                 | Porąbka               | Kozy                  | Kozy                  | Porąbka               | Porąbka               | Porąbka               | Porąbka    |
| Kozy                    | Biała                 | Kozy                  | Kozy                  | Biała                 | Kozy                  | Kozy                  | Kozy       |
| Koszarawa               | Stryszawa             | Jeleśnia              | Jeleśnia              | Stryszawa             | Koszarawa             | Koszarawa             | Koszarawa  |
| Krzeszów                | Stryszawa             | Stryszawa             | Stryszawa             | Stryszawa             | Stryszawa             | Stryszawa             | Stryszawa  |
| Kuków                   | Stryszawa             | Stryszawa             | Stryszawa             | Stryszawa             | Stryszawa             | Stryszawa             | Stryszawa  |
| Lachowice               | Stryszawa             | Stryszawa             | Stryszawa             | Stryszawa             | Stryszawa             | Stryszawa             | Stryszawa  |
| Stryszawa               | Stryszawa             | Stryszawa             | Stryszawa             | Stryszawa             | Stryszawa             | Stryszawa             | Stryszawa  |
| Targoszów (od 1949)     | –                     | –                     | –                     | Stryszawa             | Stryszawa             | Stryszawa             | Stryszawa  |